# Fatou Sowe
Fatou Sowe (* 9. November 1993 in Wellingara) ist eine gambische Leichtathletin, die sich auf den Sprint spezialisiert hat.

## Sportliche Laufbahn
Erste Erfahrungen bei internationalen Meisterschaften sammelte Fatou Sowe bei den 2010 erstmals ausgetragenen Olympischen Jugendspielen in Singapur, bei denen sie in 12,52 s das C-Finale im 100-Meter-Lauf für sich entschied. 2022 gelangte sie dann über diese Distanz bei den Afrikameisterschaften in Port Louis bis ins Halbfinale und schied dort mit 11,95 s aus. Zudem gewann sie mit der gambischen 4-mal-100-Meter-Staffel in 44,97 s gemeinsam mit Gina Bass, Maimouna Jallow und Nyimasata Jawneh die Bronzemedaille hinter den Teams aus Nigeria und Südafrika.

## Persönliche Bestzeiten
- 100 Meter: 11,53 s (+1,3 m/s), 23. August 2020 in Stockholm
  - 60 Meter (Halle): 7,36 s, 2. Februar 2019 in Göteborg
- 200 Meter: 24,79 s (+1,5 m/s), 1. Juni 2019 in Trelleborg
  - 200 Meter (Halle): 26,32 s, 10. Februar 2018 in Göteborg (gambischer Rekord)